# Bușînka, Tîvriv
Bușînka (în ucraineană Бушинка) este o comună în raionul Tîvriv, regiunea Vinnița, Ucraina, formată numai din satul de reședință.

## Demografie
Componența lingvistică a satului Bușînka
     Ucraineană (82,91%)
     Rusă (15,57%)
     Alte limbi (0,85%)
Conform recensământului din 2001, majoritatea populației satului Bușînka era vorbitoare de ucraineană (82,91%), existând în minoritate și vorbitori de rusă (15,57%).